# Leopold Škarek
Leopold Škarek (10. listopadu 1874, Mysletice – 23. března 1968, Moravec) byl římskokatolický kněz, který dvakrát stál v čele českých a slovenských jezuitů. Poprvé to bylo v letech 1919–1925, podruhé v letech 1929–1933. V prvním funkčním období měl přitom titul viceprovinciál, neboť v Československu byla tehdy zřízena pouze viceprovincie, až později povýšená na provincii.

## Studium
V roce 1896 byl vysvěcen na jáhna, v březnu 1897 v Brně na kněze. Na jeho prosbu jej ještě téhož roku biskup František Saleský Bauer propustil do noviciátu Tovaryšstva Ježíšova. První řeholní sliby složil v Bratislavě v roce 1899.
Po filosofii, kterou dokončil v roce 1902, si doplnil teologická studia v Innsbrucku. Pět let učil latinu, řečtinu a češtinu na Arcibiskupském gymnáziu v Praze-Bubenči.

## Provinciálem Tovaryšstva Ježíšova
8. prosince 1919 byla zřízena Československá viceprovincie řádu a Škarek se stal do roku 1925 jejím představeným. Po skončení úřadu se vrátil opět na arcibiskupské gymnázium. V roce 1929 se stal na čtyři roky provinciálem. Poté opět učil v Bubenči, později na Velehradě. V roce 1935 se stal rektorem koleje a magisterem noviců v Benešově u Prahy. Rektorem zůstal až do zabrání koleje nacisty v březnu 1942, kdy odešel na Svatý Hostýn a dále opět na Velehrad. Poté byl poslán do Želiva. Odtud se v roce 1951 přestěhoval do Moravce.
| „                | Svým optimismem pomáhal celé provincii přečkávat těžké a chmurné chvíle disperze. On to byl, kdo mluvil i v nejtěžších situacích ne o navštíveních, ale o vyvolení to nebo ono prožít. Snad nejkrásněji vyjadřuje jeho víru i optimismus jedna situace v Moravci. Když mu bylo 92 let a měl uskřinutou kýlu, přišel lékař a konstatoval: „Stařečku, musíte okamžitě na operaci do Nového Města.“ P. Škarek odpověděl: „Tak, můj drahý, zaprvé žádný stařeček, nanejvýš obstarožní mladík…” | “ |
| — Jan Pavlík, SJ | |   |

## Dílo
- ŠKAREK, Leopold. Co bylo po zrušení Tovaryšstva Ježíšova? Životopis Josefa Pignatelliho SJ. Olomouc: Refugium Velehrad-Roma, 2010.
- ŠKAREK, Leopold: Hrst vzpomínek na zašlé časy (memoáry z doby dvojího provincialátu), nevydáno